# Antratsit
Antratsit (en ucraïnès i en rus: Антрацит) és una ciutat de l'óblast de Luhansk d'Ucraïna, situada actualment a zona separatista República Popular de Luhansk de la Rússia. Fins al 1962 es coneixia com a Bokove-Antratsyit.
Antratsit és el centre del municipi d'Antratsit que inclou sis assentaments de tipus urbà. També serveix com a centre administratiu del raion d'Antratsit, encara que no pertany al raion. La seva població és d'aproximadament 52.353 (2021).

## Origen
Antratsit rep el nom pel seu gran subministrament d'antracita, un tipus de carbó valuós pel seu alt contingut de carboni i els baixos nivells d'impureses, el que la fa especialment desitjable per a la calefacció domèstica i aplicacions metal·lúrgiques.

## Història
Les proves de troballes arqueològiques i túmuls funeraris de l'any 30.000 aC indiquen que els Saltovo-Mayaki van ser els primers avantpassats d'Antratsit. Com que els Saltovo-Mayaki eren nòmades, la zona va quedar deshabitada i considerada part dels Camps Salvatges. Va ser només a finals del segle XVI que els cosacs del Don van reclamar la zona, protegint-la de les incursions dels tàrtars i mongols, i van començar a conrear assentaments. El 1874, el cosac Ivan Dvuzhenov va trobar carbó a prop i el 1904 es va construir la mina de carbó Antratsit Bokovski. Al voltant de la mina va créixer un petit assentament i poc després es va construir la mina de carbó de Kolberg el 1912, que va permetre que l'assentament creixi i prosperi. El 1920, la ciutat va rebre el nom oficial de Bokovo-Antratsit després de la seva primera mina de carbó, que després es va escurçar a Antratsit (1962). Amb la creació de la Unió Soviètica el 1922, la ciutat va passar a estar sota el domini de la República Socialista Soviètica d'Ucraïna. Com a important centre d'extracció de carbó, la ciutat va esdevenir un centre de raion el 1936. Del 18 de juliol de 1942 al 19 de febrer de 1943, la ciutat va ser ocupada per les tropes nazis. Liderada per Voropaiev, la ciutat va prendre represàlies i va recuperar la llibertat. Una quarta part de la població d'Antratsit en aquell moment (7.100) va rebre honors militars i dels guardonats, sis van rebre el títol d'Heroi de la Unió Soviètica i tres van rebre l'Ordre de la Glòria.
Des del 2014, Antratsit es troba al territori de l'autoproclamada República Popular de Luhansk i no està controlada per les autoritats ucraïneses.

## Demografia
El cens d'Ucraïna de 2010 va informar que Antratsit tenia 78.137 habitants. La composició ètnica era 50,5% ucraïnesa, 47,5% russa, 1% tàrtar i 1% belarús. El 85,9% parlava rus, 11,1% ucraïnès, 0,1% romaní, 0,1% armeni i 0,1% belarús com a llengua materna.

## Geografia
La ciutat està situada a la part sud de l'oblast de Luhansk. Antratsit es troba a 90 quilòmetres al sud de Luhansk, 130 quilòmetres al nord-est de Donetsk, i 32 quilòmetres a l'oest de la frontera de la regió de Rostov a Rússia. Tot i que Antratsit és rica en recursos hídrics, que inclouen el riu Nagolna i el riu Mius, així com diversos llacs artificials, els residents només tenen aigua corrent entre les 18:00 i les 21:00. L'Ajuntament d'Antratsit presideix els següents pobles de la perifèria: Bokovo-Platov, Berhny Nagolchik, Dubovsky, Krepensky, Schetovo, Kamenny i Shahta Tsentralnaya.

### Clima
El clima d'Antratsit és continental moderat amb estius calorosos i hiverns freds. Les temperatures de juliol oscil·len entre els 21,8 °C a 35 °C mentre que les temperatures de gener oscil·len entre -6 °C a -15 °C. La precipitació anual és de 400–500 mm.

## Cultura

### Religió
El cristianisme ortodox és la religió predominant a Antratsit amb cinc esglésies (Santa Protecció, Sant Alexandre Nevski, Sant Jordi, Sant Kazan, Mare de Déu "Skoroposlushnitsa" Església dels Apòstols de Nina). Altres religions actives inclouen els testimonis de Jehovà, els baptistes i l'islam. L'església d'Alexandre Nevski als afores del poble de Bokovo-Platov es considera un monument arquitectònic, ja que va ser construïda l'any 1954 i va sobreviure als danys quan els soviètics la van prohibir.

### Esports
La vida sana és important per a la gent d'Antratsit. Hi ha molts equips esportius, bandes de música, grups de ball i clubs, que celebren actes ja sigui al complex esportiu "Piscina" o a l'estadi annex.

## Educació
Hi ha moltes escoles de primària/secundària i centres d'educació infantil, inclosa una escola especialitzada d'idiomes estrangers.
Institucions d'educació superior (acreditació de nivell 5):
- Universitat Nacional Oriental de Mineria i Transport d'Antratsit (una branca de la Universitat Nacional d'Ucraïna Oriental Vladimir Dal a Luhansk)
- Departament de programari informàtic d'Antratsit (una branca de la Universitat Nacional d'Electrònica de Ràdio de Kharkiv)

Escoles professionals i tècniques (acreditació de nivell 1 i 2):
- Instrument de ràdio de l'Antratsit College
- Facultat de Medicina d'Antratsit
- Liceu d'Antratsit

## Economia
Situada al Donbàs, molt industrialitzat d'Ucraïna, la indústria minera del carbó d'Antratsit representa el 75% de la producció total de la ciutat i consta de quatre mines (Mina de carbó Partizanskaia, Mina de carbó Komsomolskaia, Mina de carbó Krepenskaia, Mina de carbó "50 anys d'Ucraïna soviètica") i dues mines mecàniques plantes en reparació (Luganskugleremont, Slavsant). L'economia restant està formada per empreses d'enginyeria (Ltd. "Pneumatics", AOZT "Prokat" AOOT "Color", JSC "Antratsyt Greenhouses", SE "Etalon-thermal") i empreses de fabricació d'aliments (Branch LLC "Caravan" fleca, CE "Temp Ltd").
El setembre de 2011, la mina de carbó de Krepenskaia es va tancar definitivament.

## Transport
Marshrutkas (minibusos privats) i troleibusos han proporcionat transport públic i també hi ha taxis disponibles. També hi ha una estació de ferrocarril que forma part del ferrocarril de Karahash Donetsk. No obstant això, el sistema de troleibusos està actualment fora de funcionament, i només queden tres troleibusos LAZ-52522 fora de servei, mentre que la resta han estat retirats.

## Dret i govern
El govern d'Antratsit està format per un alcalde i un ajuntament amb 46 membres. Els membres de l'ajuntament estan dividits en sis comissions:
1. Normes i ètica adjunta
2. Pressupost
3. Indústria, transports i comunicacions
4. Serveis Domèstics, Habitatge i Comunitaris
5. Relacions Territorials i Urbanisme
6. Educació, Cultura, Salut i Esports

## Persones notables
- Alex Len, jugador de bàsquet professional
- Vladimir Liakhov, cosmonauta